# Staffordshire bullterrier
För andra betydelser, se Bullterrier (hundrastyp).
Staffordshire bullterrier, i dagligt tal staffe, är en hundras från Storbritannien. Den är en terrier av bulldoggstyp, ursprungligen en blandning mellan bulldogg och terrier, en Bull and Terrier, framavlad för hundhetsning men sedan länge framförallt en sällskapshund.
I en undersökning 2012/2013 utnämndes staffordshire bullterrier till en av världens trettio populäraste hundraser. I Sverige, Norge, Storbritannien och Nederländerna hör staffordshire bullterrier till de tjugo populäraste hundraserna; i Australien klev den upp som nummer ett 2010. I vissa delstater i USA och Tyskland är staffordshire bullterrier förbjuden.

## Historia
Staffordshire bullterrier är en av fem raser av typen bullterrier (bull and terrier). När den senare förädlades till utställningsras från mitten av 1800-talet lades grunden till staffen bland de hundar som inte registrerades som bullterrier. 1935 bildades en rasklubb och rasen godkändes av den brittiska kennelklubben the Kennel Club. 1938 stängdes stamboken, då hade cirka 600 hundar av ganska olika typ godkänts. Namnet angavs till det nuvarande för att skilja rasen från den tidigare erkända bullterriern; många av de registrerade exemplaren hade ursprung i trakterna runt Staffordshire i England.

## Egenskaper
Sedan erkännandet har aveln målmedvetet och framgångsrikt inriktats på att dämpa kamplusten utan att rasen förlorat styrkan, modet och intelligensen. Den moderna staffordshire bullterriern utmärks av stabilt lynne och tillgivenhet för människor i allmänhet.

## Utseende
Staffordshire bullterriern är en släthårig ras, som äger stor styrka i förhållande till sin storlek. Den ska vara utpräglat muskulös samt aktiv och spänstig.
Röd, fawn, vit, svart eller blå eller någon av dessa färger i kombination med vitt. Brindle i alla nyanser, även i kombination med vitt är godkända färger på en staffordshire bullterrier. Leverbrunt, tricolor eller svart med tantecken är absolut inte önskvärt.

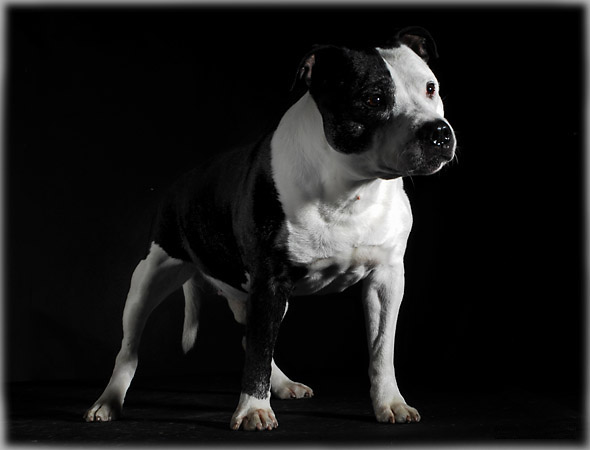
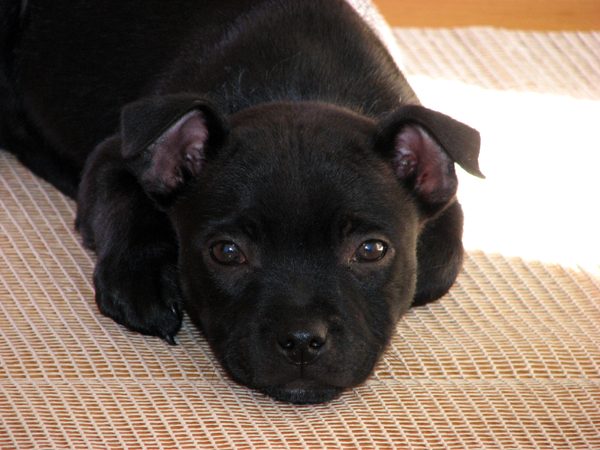
Staffordshire bullterrier, "Lexus" 4 månader
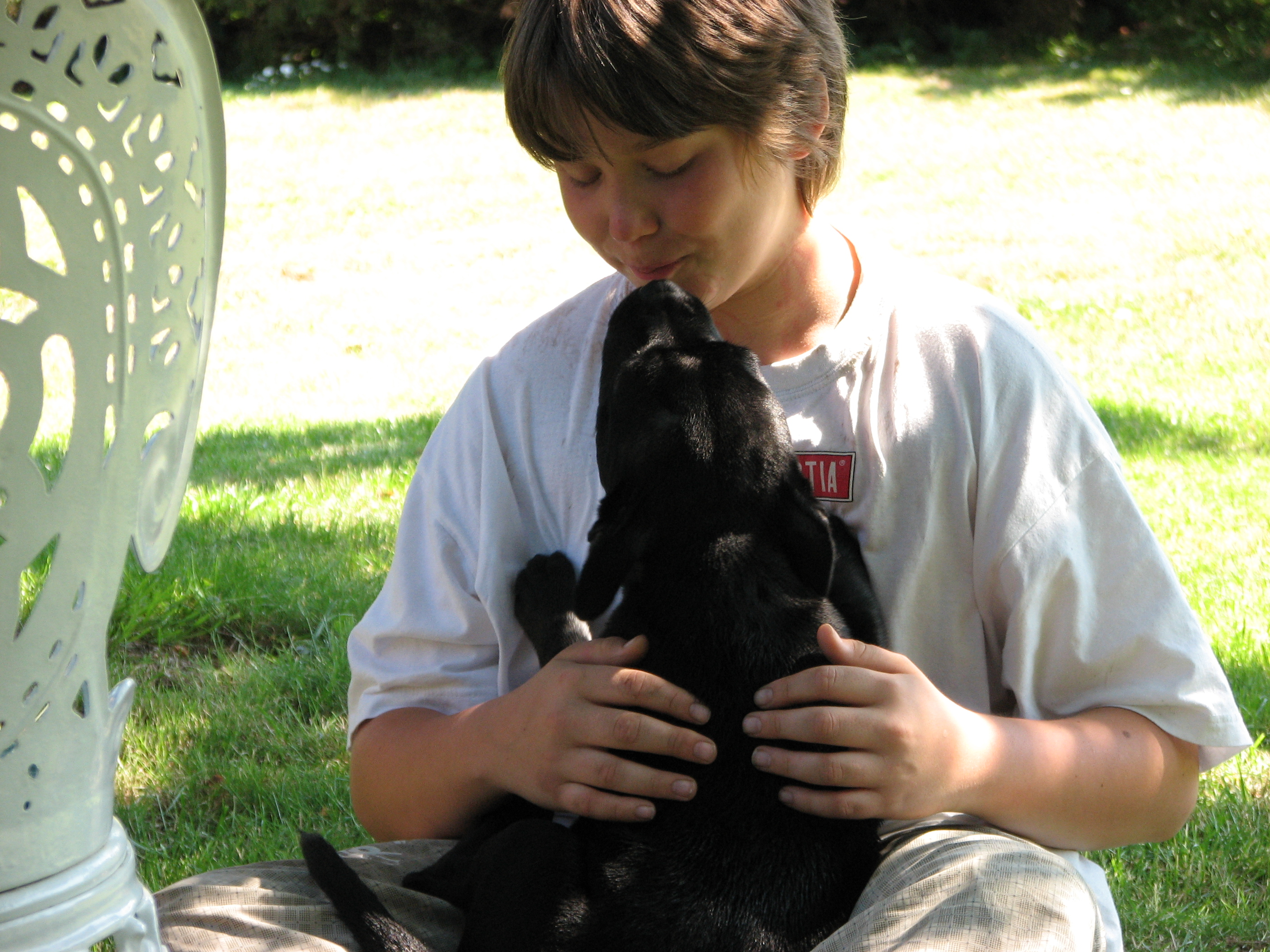
Staffordshire bullterrier, "The Nanny Dog"